# Vincenzo Grifeo
Vincenzo Grifeo (Palermo, -íb. 3 de abril de 1846) I duque de Floridia y IX príncipe de Partanna fue un noble y diplomático siciliano.

## Biografía
Fue hijo de Benedetto Griffeo, VIII príncipe de Partanna (1755-1812) y de su esposa Lucia Migliaccio. Por parte de su padre provenía de una familia de la antigua nobleza asentada en Sicilia. En el caso de su familia materna también se trataba de una antigua casa noble siciliana. El matrimonio de sus padres tuvo como fruto otros seis vástagos, hermanos de Vincenzo.
Su madre se convertiría en amante del rey Fernando IV de Nápoles.
Sucedió en los títulos de su padre, tras la muerte de este en 1812. El 27 de noviembre de 1814, su madre contrajo matrimonio morganático con el rey Fernando IV de Nápoles (que, en 1816, pasaría a ser Fernando I de las Dos-Sicilias).
En la década de 1820 siguió la carrera diplomática desempeñando distintos puestos al servicio de Fernando I de las Dos-Sicilias, y desde 1825, de su hijo y sucesor, Francisco I. Primero desarrolló el cargo de enviado extraordinario y ministro plenipotenciario en la corte turinesa de Víctor Manuel I de Cerdeña. Pasó después a ser embajador ante Fernando VII de España. Durante su período en la corte de España, tanto Vincenzo como su esposa fueron unos de los personajes de mayor relevancia y brillantez en la sociedad madrileña.
Murió en 1846

## Matrimonio e hijos
En 1810, contrajo matrimonio con Agata Gravina, princesa de Palagonia, grande de España de primera clase y dama de la corte del reino de las Dos Sicilias. El matrimonio tuvo tres hijos:
- Benedetto (1813-1853), casado en 1832 con Eleonora Statella.
- Lucia (1817-1850), casada en 1845 con Filadelfo Artale, marqués de Collalto.
- Fernanda (1829-1902), que se desposó en 1848 con Gaetano Paternò Castello, duque de Carcaci.

## Títulos, órdenes y cargos

### Títulos
- IX Príncipe de Partanna.[3]
- Duque de Floridia.

### Órdenes

#### Reino de las Dos Sicilias
- Caballero de la orden de San Jenaro. (1820)
- Caballero gran cruz de la Real Orden de San Fernando y del Mérito. (1827)
- Caballero gran cruz de la Sagrada Orden Militar Constantiniana de San Jorge.

#### Extranjeras
- Caballero de la orden del Toisón de Oro. (Reino de España, 1829)[4]
- Caballero gran cruz de la orden de Carlos III.
- Comendador de la Orden de San Juan vulgo de Malta.

### Cargos
- Gentilhombre de cámara del rey de las Dos-Sicilias. (1813)[5]
- Consejero de Estado del reino de las Dos Sicilias. (1831)[6]
- Embajador del rey de las Dos-Sicilias.